# Uwe Zeidler

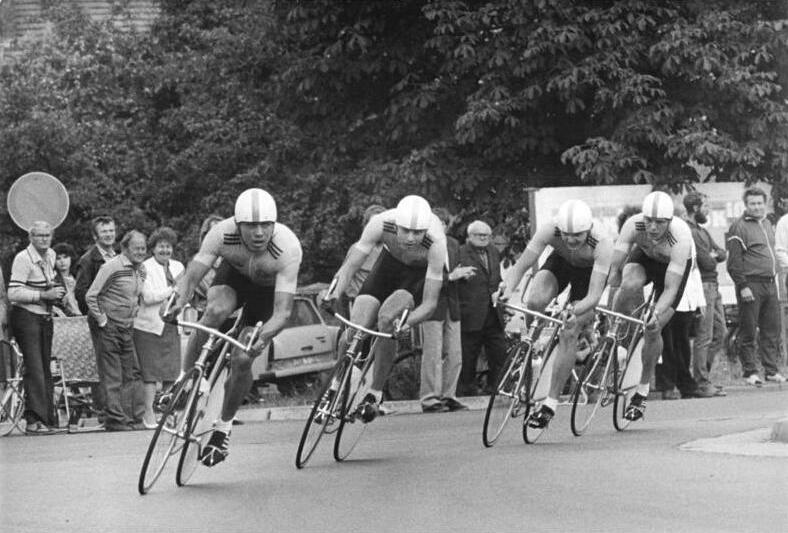
Maik Landsmann, Uwe Zeidler, Ralf Schmidt und Jan Gloßmann 1986

Uwe Zeidler (* 25. März 1967 in Upahl) ist ein ehemaliger deutscher Radrennfahrer und nationaler Meister im Radsport.

## Sportliche Laufbahn
Zeidler war als Jugendfahrer bereits sehr erfolgreich. Bei den Jugendwettkämpfen der Freundschaft 1985 in Bulgarien gewann er den Titel im Mannschaftszeitfahren und wurde Dritter des Straßenrennens. Einen weiteren Titel konnte er im Mannschaftszeitfahren in der Altersklasse Jugend A erringen. Zeidlers erster größerer Erfolg war im Frühjahr 1986 der Gewinn der Tunesien-Rundfahrt vor seinem Landsmann und Teamkameraden Maik Landsmann. Dies war auch seine erste Berufung in die Nationalmannschaft. Im selben Jahr holte er sich den DDR-Titel bei den Junioren-Meisterschaften auf der Straße und gewann mit seinem Verein SC Turbine Erfurt in der Männerklasse den Meistertitel im Mannschaftszeitfahren. Bei der anschließenden Meisterschaft im Einzelzeitfahren belegte er den 4. Platz. Die DDR-Rundfahrt bestritt er das erste Mal und wurde auf Platz 35 klassiert. 1987 gewann er den Leistungstest der DDR-Elite beim Zeitfahren in Forst. Er wurde Vierter in der Marokko-Rundfahrt und nahm an der Rheinland-Pfalz-Rundfahrt teil. 1988 folgte der 5. Platz in der Algerien-Rundfahrt, bei der Österreich-Rundfahrt wurde er 23. Ein Jahr später war er Fünfter in der DDR-Rundfahrt. 1990 bestritt er seine Rennen für den TSV Erfurt, 1991 für Olympia Dortmund, 1992 für das Profi-Team Die Continentale, u. a. an der Seite von Erik Zabel.